# Stenasellus tashanicus
Stenasellus tashanicus is een pissebed uit de familie Stenasellidae. De wetenschappelijke naam van de soort is voor het eerst geldig gepubliceerd in 2018 door Khalaji-Pirbalouty, Fatemi, Malek-Hosseini & Kuntner. De wetenschappelijke naam van deze diersoort verwijst naar de plek waar deze werd gevonden, in de grotten van Tashan nabij Sarjooshar, in de provincie Khuzestan van Iran.